# Milena Chlumová
Milena Chlumová (* 1. června 1946 Vrchlabí), provdaná Ryglová, je bývalá československá běžkyně na lyžích. Jejím manželem je lyžař Ladislav Rygl, mistr světa v severské kombinaci z roku 1970 a synem Ladislav Rygl mladší.

## Lyžařská kariéra
Na XI. ZOH v Sapporu 1972 skončila v běhu na lyžích na 5 km na 27. místě a na 10 km na 26. místě.